# 5679 (ano hebraico)
5679 (hebraico: ה'תרע"ט) foi um ano hebraico correspondente ao período após o pôr do sol de 6 de setembro de 1918 até ao pôr do sol de 24 de setembro de 1919 do calendário gregoriano.
| Mês judaico | Calendário gregoriano                                                                 |
| ----------- | ------------------------------------------------------------------------------------- |
| Tishrei     | após o pôr do sol de 6 de setembro de 1918 até ao pôr do sol de 6 de outubro de 1918  |
| Cheshvan    | após o pôr do sol de 6 de outubro de 1918 até ao pôr do sol de 4 de novembro de 1918  |
| Kislev      | após o pôr do sol de 4 de novembro de 1918 até ao pôr do sol de 3 de dezembro de 1918 |
| Tevet       | após o pôr do sol de 3 de dezembro de 1918 até ao pôr do sol de 1º de janeiro de 1919 |
| Shevat      | após o pôr do sol de 1º de janeiro de 1919 até ao pôr do sol de 31 de janeiro de 1919 |
| Adar I      | após o pôr do sol de 31 de janeiro de 1919 até ao pôr do sol de 2 de março de 1919    |
| Adar II     | após o pôr do sol de 2 de março de 1919 até ao pôr do sol de 31 de março de 1919      |
| Nissan      | após o pôr do sol de 31 de março de 1919 até ao pôr do sol de 30 de abril de 1919     |
| Iyyar       | após o pôr do sol de 30 de abril de 1919 até ao pôr do sol de 29 de maio de 1919      |
| Sivan       | após o pôr do sol de 29 de maio de 1919 até ao pôr do sol de 28 de junho de 1919      |
| Tammuz      | após o pôr do sol de 28 de junho de 1919 até ao pôr do sol de 27 de julho de 1919     |
| Av          | após o pôr do sol de 27 de julho de 1919 até ao pôr do sol de 26 de agosto de 1919    |
| Elul        | após o pôr do sol de 26 de agosto de 1919 até ao pôr do sol de 24 de setembro de 1919 |

## Dados sobre 5679
- Ano embolístico incompleto (chaserah): 383 dias
- Cheshvan e Kislev com 29 dias
- Ciclo solar: 23º ano do 203º ciclo
- Ciclo lunar: 17º ano do 209º ciclo
- Ciclo Shmita: 2º ano
- Ma'aser Sheni (dízimo para Jerusalém)

## Fatos históricos
- 1849º ano da destruição do Segundo Templo